# 丰镇 (洛特省)
丰镇（法語：Fons）是法国洛特省的一个市镇，属于菲雅克区（Figeac）菲雅克西县（Figeac-Ouest）。该市镇总面积14.95平方公里，2009年时的人口为394人。

## 人口
丰镇人口变化图示